# 8VSB
8VSB是用於 ATSC 數碼電視標準的調變方式。ATSC 與 8VSB 調製方式主要用於北美；而 DVB-T 標準則使用 COFDM。
「調變方式」決定無線電訊號如何改變以運送資訊。ATSC 和 DVB-T 指定用於大氣廣播數碼電視的調製方式；而 QAM 是用於有線電視的調製方式。因此，可用來接收有線電視的電視機，通常會指明支援 8VSB（用於無線廣播電視）還是 QAM（用於有線電視）。
8VSB 是有 8 個層次的殘留邊帶調變。亦即是說，其以調幅正弦波的方式，將二進制的串流轉換為八進制的表示方式。8VSB 的每個符號可傳送三個位元（23=8）；在 ATSC，每個符號包括兩個來自 MPEG 傳輸串流，以 網格調製為三個位元的數字。結果得出的訊號然後以 奈奎斯特濾波器作頻帶過濾，以移除邊葉的多餘部份，然後再升高至廣播頻率。

## 調變技術
殘留邊帶調變 （VSB）是一種調變方法，試圖消除脈波振幅調變 （PAM）信號的頻譜冗余。通過實值數據序列對載波進行調變會產生一個總和頻率和一個差異頻率，形成兩個對稱的載波邊帶。這種對稱性意味著其中一個邊帶是多餘的，因此刪除一個邊帶仍然可以進行解調。由於無法實現過渡帶寬為零的濾波器，所實施的濾波保留了多餘邊帶的一部分，因此得名“殘留邊帶”。

## 傳輸速率
在用於廣播ATSC的6 MHz（百外赫茲）頻道中，8VSB的符號速率為10.76百萬鮑，總位元率為32百萬位元/秒，可用數據的淨位元率為19.39百萬位元/秒。由於添加了前向錯誤更正碼，淨位元率較低。這八個信號級別是通過使用格子編碼器選擇的。還有類似的調變方法有2VSB、4VSB和16VSB。值得注意的是，16VSB最初是用於ATSC有線數位電視，但是由於QAM（正交振幅調變）成本低廉且易於獲得，因此已成為實際行業標準。

## 節能優勢
對於廣播業者而言，8VSB的一個顯著優勢是在覆蓋與早期NTSC系統相當的區域時，所需的功率要少得多，據報比最常見的替代系統COFDM更好。 這部分優勢在於與COFDM相比所需的峰均功率比較低。 8VSB發射機的峰值功率能力需比其平均功率高6 dB（四倍）。 8VSB還更能抵抗脈沖噪聲。 一些電視台在以約為類比廣播功率的25%的有效輻射功率下能夠覆蓋相同的區域。 雖然NTSC和大多數其他類比電視系統也使用了遺留側帶技術，但在ATSC 8VSB傳輸中，不需要的側帶被過濾得更加有效。8VSB使用了奈奎斯特濾波器來實現這一點。保持數據完整性的主要系統是Reed-Solomon錯誤修正。
在2005年夏季，ATSC發佈了增強型VSB（E-VSB）的標準。使用前向錯誤更正碼，E-VSB標準將使得在低功率手持接收器上以較小天線接收數位電視成為可能，這與歐洲的DVB-H類似，但仍然使用8VSB傳輸。

## 對ATSC使用的爭議
有一段時間以來，一直有人在遊說改變ATSC的調變方式為COFDM，就像歐洲的DVB-T和日本的ISDB-T一樣。然而，美國聯邦通信委員會（FCC）一直堅持認為8VSB是用於美國數位電視廣播的更好調制方式。在1999年的一份報告中，該委員會發現8VSB在閾值或載波噪聲（C/N）性能、數據速率能力、相同覆蓋範圍所需的發射機功率以及對脈衝和相位噪聲的抗干擾性方面表現更好。 因此，美國聯邦通信委員會在2000年否決了辛克萊爾廣播集團（Sinclair Broadcast Group）提出的一項規則請求，該請求要求廣播公司能夠根據其覆蓋區域的情況選擇使用8VSB或COFDM調制方式。
FCC的報告也承認COFDM在存在動態多徑（例如移動操作或風中樹木的影響）的情況下通常表現更好。然而，隨著第五代解調器在2005年的推出以及第六代和第七代的改進，8VSB接收中的等化範圍現在約為-60至+75微秒（一個135微秒的範圍），幾乎消除了靜態和動態的多徑效應。相比之下，COFDM的等化範圍為-100至+100微秒（200微秒的範圍），但是為COFDM提供如此大的保護帶寬空間會大大減少其有效的有效載荷。實際上，由於載荷能力減少的原因，許多歐洲地區已經采用1280×720p作為DVB-T1的高清標準。DVB-T2的推出旨在提高地面傳輸承載1920×1080p內容的能力。1920×1080i始終是8VSB方案的一部分，其改進的解調器對其固有的載荷能力沒有影響。
由於在美國持續採用基於8VSB的ATSC標準並且ATSC接收器的數量不斷增加，轉換到COFDM將面臨挑戰。大多數美國的模擬地面傳輸已於2009年6月停播，而新電視機普遍具有8VSB收訊器，這進一步增加了未來轉換到COFDM的複雜性。
然而，隨著ATSC 3.0的發展，這是一個針對移動接收和更好的單頻網絡性能設計的美國數字電視標準的更新版本，ATSC已決定轉換到使用OFDM和LDPC錯誤修正（本質上是COFDM）的技術。 
因此，ATSC 3.0將與所有目前的ATSC 1.0接收器不兼容，觀眾將需要一台具有兼容收訊器或轉換盒的新電視。 
與FCC強制實施的前一次數位電視過渡不同，轉換到ATSC 3.0將完全是自願的。此外，FCC要求決定轉換到ATSC 3.0的廣播公司至少在2022年之前通過與同市場的另一家電視台（覆蓋範圍相似）的同步廣播協議繼續提供其主要頻道。 Sinclair 宣布打算在2020年前在40個城市推出ATSC 3.0。

## 比較 8VSB 和 COFDM
在先前提到的美國聯邦通訊委員會（FCC）報告中也發現，COFDM在動態和高強度靜態多徑情況下的表現更好，對於單頻網絡和移動接收也具有優勢。然而，2001年，COFDM技術小組編制的技術報告得出結論，認為COFDM在8VSB上沒有提供任何顯著優勢。該報告建議接收器與室外天線連接，天線高度約為30英尺（9公尺）。無論是8VSB還是COFDM，在大多數室內測試安裝中的表現都無法令人滿意。
然而，有人質疑（日期：2014年8月）進行這些測試所選擇的COFDM接收器是否對結果產生了影響，該接收器是一種缺乏正常前端濾波器的發射機監測器 的存檔，存档日期2007-09-27.。進行了重新測試，使用了相同的COFDM接收器並添加了前端帶通濾波器，DVB-T接收器的結果得到了很大改善，但未進行進一步的測試。。
對於8VSB和COFDM的調變方式的辯論仍在進行中。COFDM的支持者主張它對多徑衰減的抵抗能力比8VSB要好得多。對於接收高畫質電視（如在移動車輛中）來說，這是一個重要的調變特性，在8VSB中是不可能實現的。早期的8VSB數字電視（DTV）接收器在城市環境中接收信號時常常遇到困難。然而，新一代的8VSB接收器在處理多徑衰減方面更加優秀，但移動的接收器仍然無法接收信號。此外，8VSB調變在傳輸相同距離的信號時所需的功率較低。在人口稀少的地區，由於這個原因，8VSB可能表現優於COFDM。然而，在一些城市地區以及移動使用情況下，COFDM可能比8VSB提供更好的接收效果。一些“增強型”VSB系統正在開發中，最著名的有E-VSB、A-VSB和MPH。對於8VSB在多徑衰減接收方面的不足可以通過使用額外的前向錯誤修正碼來解決，但這會降低可用的位元速率，例如ATSC-M/H用於移動/手持接收的方法。美國下一個主要的電視標準ATSC 3.0將使用COFDM。
絕大多數美國的電視台在其工作室到發射器連結和新聞採集操作中使用COFDM。這些是點對點的通信連結，而不是廣播傳輸。